# 臺中市立東勢工業高級中等學校
臺中市立東勢工業高級中等學校（簡稱東勢高工、東工），位於臺灣臺中市東勢區的技術型高級中等學校，創校於1946年。由地方人士劉江性醫師創設於東勢鎮東崎街319號舊校區。

## 校史
- 1946年由地方人士劉江性，創設「東勢工業技術講習班」。
- 1948年11月，改為「臺中縣東勢初級中學附設工業職業科」。
- 1953年9月，獨立設校，改制為「臺中縣立東勢初級工業職業學校」。
- 1956年，增設高級部，改制為「臺中縣立東勢工業職業學校」。
- 1968年，因省辦高中政策，改隸為「臺灣省立東勢工業職業學校」。
- 1970年，九年國民教育實施後，初級部正式結束，改制為「臺灣省立東勢高級工業職業學校」。
- 1980年，創立附設補習學校。
- 1999年，因921大地震校舍震毀，由東崎街319號遷校至東關路646號（東勢林管處舊址）重建，舊址荒廢至今。[1]
- 2000年2月，因精省改隸為「國立東勢高級工業職業學校」。
- 2004年，新校區完工啟用。
- 2017年1月，改隸臺中市政府，更名「臺中市立東勢工業高級中等學校」。